# Nhiều nghệ sĩ
Nhiều nghệ sĩ thường được viết tắt là VA hoặc V/A, là từ dùng bởi nền công nghiệp âm nhạc cho những phát hành (các đĩa đơn hoặc các album) mà có những sản phẩm hợp tác. Thay vì liệt kê nhiều, từng ca sĩ hay nghệ sĩ một, cái tên Nhiều nghệ sĩ (Various artists) được dùng thay thế.
Nói chung các album tổng hợp chứa những bài hát của một số lượng nghệ sĩ có thể được đặt là nhiều nghệ sĩ. Những album tổng hợp của nhiều nghệ sĩ thì thường được tổng hợp từ một phong cách âm nhạc nhất định hoặc từ khoảng thời gian này đến khoảng thời gian khác.
Còn có những bản ghi âm từ thiện được phát hành mà có thể dùng từ này thay vì nhắc đến nghệ sĩ cụ thể, ví dụ như USA for Africa of Band Aid.
Một cách dùng khác cho Nhiều nghệ sĩ là một nghệ sĩ nhất định "và nhiều nghệ sĩ", hay "featuring nhiều nghệ sĩ". Điều này rất phổ biển trong các bản remix, khi có nhiều bản phát hành theo một công thức nào đó, như Rihanna ft. nhiều nghệ sĩ cho những bản remix của What's My Name?.
Thực hành này cũng giống như sử dụng từ "and Friends" ("và những người bạn") như ở trong bài hát That's What Friends Are For, chú thích là "Dionne Warwick & Friends" (thay vì dùng nhiều nghệ sĩ).

## Từ trong các ngôn ngữ khác
Một vài bản ghi âm có thể dùng ngôn ngữ riêng của địa phương thay vì dùng nghĩa đen là "Nhiều nghệ sĩ". Ví dụ:
- Tiếng Ả Rập: مختلف الفنانين
- Tiếng Hoa: 群星
- Tiếng Đan Mạch: Diverse kunstnere
- Tiếng Đức:Diverse Interpreten
- Tiếng Pháp: Artistes variés
- Tiếng Phần Lan: Eri esittäjiä
- Tiếng Ý: AA.VV. (Viết tắt của "Autori vari")
- Tiếng Nhật: オムニバス ("Omnibus")
- Tiếng Triều Tiên: 여러 아티스트
- Tiếng Na Uy: Diverse artister
- Tiếng Bồ Đào Nha: Vários artistas
- Tiếng Nga: различных исполнителей
- Tiếng Tây Ban Nha: Varios artistas
- Tiếng Thụy Điển: Blandade artister
- Tiếng Thái: หลากหลายศิลปิน

## Những sử dụng khác
- Various Artists còn là bút danh của Torsten Pröfrock, một thành viên của nhóm Monolake. Những album solo của anh Decay Product (1997) và 8, 8.5, 9 Remixes (1999) được lấy dưới tên Various Artists thay vì Torsten Pröfrock
- Có một công ty video game của Pháp gọi là "Various Artists Multigaming" hay VA Multigaming.
- Trong show truyền hình sitcom Peep Show của Anh, Jeremy tuyên bố rằng anh lấy tên ban nhạc của mình là "Various Artists, just to fuck over people with iPods."